# Johan Forsberg
Johan Forsberg, född 29 juni 1985 i Piteå, är en svensk före detta ishockeyspelare (forward) som sist spelade för Modo Hockey i Hockeyallsvenskan.

## Karriär
Forsberg spelade säsongen 2002/2003 i Piteå HC:s J20-lag i J20 Elit. Säsongen 2003/2004 blev han senior, och lämnade därför J20 och Piteå, och flyttade till Älvsby som då spelade i Division 1. Där gjorde han 6 poäng på 6 matcher.
Säsongen 2004/2005 tog Forsberg ett steg närmare den högsta serien och skrev på ett kontrakt med Piteå HC i HockeyAllsvenskan, den näst högsta serien. I grundserien gjorde han totalt 16 poäng (6+10) på 42 matcher. Piteå hamnade i kvalet till Allsvenskan och blev sedan nedflyttade till Division 1 inför den kommande säsongen.
Efter att Piteå flyttats ner till Division 1 valde Forsberg att stanna kvar i Allsvenskan och skriva på för Malmö Redhawks. Han gjorde 12 poäng på 41 matcher. Malmö gick vidare till kvalserien till Elitserien. Han gjorde inga poäng på 8 kvalmatcher och Malmö hamnade utanför de två uppflyttningsplatserna till Elitserien 2006/2007. Forsberg spelade även 3 matcher i Malmös J20-lag i J20 SuperElit den säsongen, där han gjorde 3 poäng.
Inför säsongen 2006/2007 skrev Forsberg på ett 3-årskontrakt med IF Björklöven i Allsvenskan. Inför säsongen 2009/2010 skrev Forsberg på ett 2-årskontrakt med Skellefteå AIK i Elitserien, som gick ut efter säsongen 2010/2011. Säsongen 2009/2010, gjorde han 26 poäng på 55 matcher i grundserien, ett snitt på 0,47 poäng per match. I slutspelet gjorde Forsberg 10 poäng på 12 matcher, vilket gav honom en trettondeplats i poängligan.

## Karriärstatistik
Uppdaterad den 25 september 2015.
| 2002/2003 | Piteå J20      | J20 Elit    | Information inte tillgängligt | Information inte tillgängligt | Information inte tillgängligt | Information inte tillgängligt | Information inte tillgängligt | Information inte tillgängligt | 3  | 2 | 1 | 3  | —  | 6  |
| 2003/2004 | Älvsby IF      | Division 1  | 6                             | 4                             | 2                             | 6                             | —                             | 6                             | —  | — | — | —  | —  | —  |
| 2004/2005 | Piteå HC       | Allsvenskan | 42                            | 6                             | 10                            | 16                            | -16                           | 8                             | 8  | 4 | 1 | 5  | +3 | 2  |
| 2005/2006 | Malmö Redhawks | Allsvenskan | 41                            | 4                             | 8                             | 12                            | +9                            | 12                            | 8  | 0 | 0 | 0  | 0  | 4  |
| 2005/2006 | Malmö J20      | SuperElit   | 3                             | 1                             | 2                             | 3                             | -1                            | 18                            | —  | — | — | —  | —  | —  |
| 2006/2007 | IF Björklöven  | Allsvenskan | 45                            | 10                            | 9                             | 19                            | -2                            | 28                            | 10 | 5 | 0 | 5  | 0  | 6  |
| 2007/2008 | IF Björklöven  | Allsvenskan | 42                            | 6                             | 21                            | 27                            | +15                           | 44                            | 2  | 0 | 0 | 0  | 0  | 2  |
| 2008/2009 | IF Björklöven  | Allsvenskan | 43                            | 16                            | 15                            | 31                            | -3                            | 28                            | —  | — | — | —  | —  | —  |
| 2009/2010 | Skellefteå AIK | SEL         | 55                            | 9                             | 17                            | 26                            | 14                            | 16                            | 10 | 7 | 3 | 10 | 4  | 2  |
| 2010/2011 | Skellefteå AIK | SEL         | 34                            | 4                             | 9                             | 13                            | 0                             | 4                             | 18 | 1 | 1 | 2  | 1  | 2  |
| 2011/2012 | Skellefteå AIK | SEL         | 55                            | 4                             | 6                             | 10                            | -1                            | 39                            | 15 | 1 | 1 | 2  | -2 | 10 |
| 2012/2013 | Skellefteå AIK | SEL         | 39                            | 4                             | 6                             | 10                            | 6                             | 12                            | 5  | 1 | 0 | 1  | -1 | 0  |
| 2013/2014 | Luleå HF       | SHL         | 31                            | 3                             | 2                             | 5                             | -3                            | 20                            | 6  | 0 | 0 | 0  | -5 | 0  |
| 2014/2015 | Luleå HF       | SHL         | 51                            | 11                            | 7                             | 18                            | 7                             | 33                            | 9  | 3 | 0 | 3  | -1 | 4  |
| 2015/2016 | Luleå HF       | SHL         | 52                            | 7                             | 5                             | 12                            | 8                             | 12                            | —  | — | — | —  | —  | —  |

## Övrigt
Johan Forsberg har en lillebror, Tobias Forsberg, och en kusin, Mattias Forsberg, som båda också har varit professionella ishockeyspelare.